# Tri-nations 2006
Navigation
Édition précédente Édition suivante
Le Tri-nations 2006 se dispute du 8 juillet au 9 septembre 2006. Pour la première fois, la compétition donne lieu à neuf rencontres, chaque équipe recevant trois fois. La Nouvelle-Zélande remporte le Tri-nations 2006.

## Classement du Tri-nations 2006
| Équipe           | Matchs Joués | Vict. | Nuls | Déf. | PP  | PC  | Bonus | Points |
| ---------------- | ------------ | ----- | ---- | ---- | --- | --- | ----- | ------ |
| Nouvelle-Zélande | 6            | 5     | 0    | 1    | 179 | 112 | 3     | 23     |
| Australie        | 6            | 2     | 0    | 4    | 133 | 121 | 3     | 11     |
| Afrique du Sud   | 6            | 2     | 0    | 4    | 106 | 185 | 1     | 9      |

## Les matchs

### 1ermatch
Résultat
| Équipes          | Nouvelle-Zélande - Australie |
| Score            | 32-12 |
| Date             | 8 juillet 2006 |
| Stade            | Jade Stadium de Christchurch Nouvelle-Zélande                                                                                     |
| Arbitre          | Jonathan Kaplan Afrique du Sud |
| Points marqués   | |
| Nouvelle-Zélande | 4 essais par Keven Mealamu (2), Richard McCaw et Isaia Toeava, 3 transformations par Daniel Carter, 2 pénalités par Daniel Carter |
| Australie        | 2 essais par Lote Tuqiri et Scott Fava, 1 transformation par Stirling Mortlock                                                    |

Composition des équipes
- Nouvelle-Zélande

15 Leon MacDonald, 14 Rico Gear, 13 Mils Muliaina, 12 Aaron Mauger, 11 Joe Rokocoko, 10 Daniel Carter, 9 Byron Kelleher, 8 Rodney So'oialo, 7 Richard McCaw (capitaine), 6 Jerry Collins, 5 Jason Eaton, 4 Chris Jack, 3 Carl Hayman, 2 Keven Mealamu, 1 Tony Woodcock

Remplaçants : 16 Andrew Hore, 17 Greg Somerville, 18 Ali Williams, 19 Chris Masoe, 20 Piri Weepu, 21 Luke McAlister, 22 Isaia Toeava.

Entraîneur : Graham Henry
- Australie

15 Chris Latham, 14 Mark Gerrard, 13 Stirling Mortlock, 12 Matt Rogers, 11 Lote Tuqiri, 10 Stephen Larkham, 9 George Gregan (capitaine), 8 Rocky Elsom, 7 George Smith, 6 Mark Chisholm, 5 Daniel Vickerman, 4 Nathan Sharpe, 3 Guy Shepherdson, 2 Tai McIsaac, 1 Greg Holmes

Remplaçants : 16 Jeremy Paul, 17 Alastair Baxter, 18 Scott Fava, 19 Phil Waugh, 20 Sam Cordingley, 21 Matt Giteau, 22 Ben Tune.

Entraîneur : John Connolly

### 2ematch
Le score de 49-0 représente la victoire la plus nette de l'Australie contre l'Afrique du Sud. Les six essais à zéro représentent le plus gros écart jamais enregistré dans un match des Tri-nations depuis sa création. Ce match est aussi la deuxième défaite la plus nette subie par les Springboks pendant leur histoire (le record est de 3 à 53 contre l'équipe d'Angleterre en 2002).
Résultat
| Équipes        | Australie - Afrique du Sud |
| Score          | 49-0 (mi-temps: 30-0) |
| Date           | 15 juillet 2006 |
| Stade          | Suncorp Stadium de Brisbane Australie |
| Arbitre        | Paul Honiss Nouvelle-Zélande |
| Points marqués | |
| Australie      | 6 essais par Jeremy Paul, Greg Holmes, Matt Giteau (2), Chris Latham et Mark Chisholm, 5 transformations par Stirling Mortlock, 1 drop par Stephen Larkham, 2 pénalités par Stirling Mortlock |
| Afrique du Sud | |

Composition des équipes
- Australie

15 Chris Latham, 14 Mark Gerrard, 13 Stirling Mortlock, 12 Matt Giteau, 11 Lote Tuqiri, 10 Stephen Larkham, 9 George Gregan (capitaine), 8 Scott Fava, 7 George Smith, 6 Rocky Elsom, 5 Daniel Vickerman, 4 Nathan Sharpe, 3 Guy Shepherdson, 2 Jeremy Paul, 1 Greg Holmes

Remplaçants : 16 Sean Hardman, 17 Alastair Baxter, 18 Mark Chisholm, 19 Phil Waugh, 20 Sam Cordingley, 21 Mat Rogers, 22 Clyde Rathbone.

Entraîneur : John Connolly
- Afrique du Sud

15 Percy Montgomery, 14 Akona Ndungane, 13 Jaque Fourie, 12 Wynand Olivier, 11 Bryan Habana, 10 Jaco Van der Westhuyzen, 9 Enrico Januarie, 8 Pierre Spies, 7 Juan Smith, 6 Joe van Niekerk, 5 Danie Rossouw, 4 Victor Matfield, 3 CJ van der Linde, 2 John Smit (capitaine), 1 Os du Randt.

Remplaçants : 16 Danie Coetzee, 17 Eddie Andrews, 18 Albert van den Berg, 19 Jacques Cronjé, 20 Fourie du Preez, 21 Herman Bosman, 22 Breyton Paulse.

Entraîneur : Jake White

### 3ematch
Deuxième victoire des All-Blacks, plus difficile que prévu contre des Boks en progrès, elle leur permet de reprendre la tête du classement. La botte de Daniel Carter a fait la différence, Percy Montgomery a eu moins de réussite dans ses tentatives de coups de pied de pénalité.
Résultat
| Équipes          | Nouvelle-Zélande - Afrique du Sud                                                                    |
| Score            | 35-17 (mi-temps : 19-7)                                                                              |
| Date             | 22 juillet 2006                                                                                      |
| Stade            | Westpac Stadium de Wellington Nouvelle-Zélande                                                       |
| Arbitre          | Joël Jutge France                                                                                    |
| Points marqués   | |
| Nouvelle-Zélande | 2 essais par Piri Weepu et Richard McCaw, 2 transformations et 7 pénalités par Daniel Carter         |
| Afrique du Sud   | 2 essais par Fourie du Preez et Breyton Paulse, 2 transformations et 1 pénalité par Percy Montgomery |

Composition des équipes
- Nouvelle-Zélande

15 Leon MacDonald, 14 Doug Howlett, 13 Mils Muliaina, 12 Sam Tuitupou, 11 Scott Hamilton, 10 Daniel Carter, 9 Piri Weepu, 8 Rodney So'oialo, 7 Richie McCaw (capitaine), 6 Reuben Thorne, 5 Ali Williams, 4 Chris Jack, 3 Carl Hayman, 2 Anton Oliver, 1 Neemia Tialata.

Remplaçants : 16 Andrew Hore, 17 Greg Somerville, 18 Greg Rawlinson, 19 Chris Masoe, 20 Jimmy Cowan, 21 Luke McAlister, 22 Isaia Toeava.

Entraîneur : Graham Henry
- Afrique du Sud

15 Percy Montgomery, 14 Breyton Paulse, 13 Jaque Fourie, 12 Wynand Olivier, 11 Bryan Habana, 10 Butch James, 9 Fourie du Preez, 8 Jacques Cronjé, 7 Juan Smith, 6 Solly Tyibilika, 4 Victor Matfield, 4 Albert van den Berg, 3 CJ van der Linde, 2 John Smit (capitaine), 1 Os du Randt.

Remplaçants : 16 Danie Coetzee, 17 Eddie Andrews, 18 Johann Muller, 19 Joe van Niekerk, 20 Enrico Januarie, 21 Herman Bosman.

Entraîneur : Jake White

### 4ematch
Match très serré que la Nouvelle-Zélande remporte grâce à son essai marqué en première mi-temps. Avec cette deuxième victoire contre l'Australie, la Nouvelle-Zélande remporte la Bledisloe Cup.
Résultat
| Équipes          | Australie - Nouvelle-Zélande                                                       |
| Score            | 9-13 (mi-temps: 6-10)                                                              |
| Date             | 29 juillet 2006                                                                    |
| Stade            | Suncorp Stadium de Brisbane Australie                                              |
| Arbitre          | Alain Rolland Irlande                                                              |
| Points marqués   |                                                                                    |
| Australie        | 3 pénalités par Stirling Mortlock                                                  |
| Nouvelle-Zélande | 1 essai par Joe Rokocoko, 1 transformation, 1 drop et 1 pénalité par Daniel Carter |

Composition des équipes
- Nouvelle-Zélande

15 Leon MacDonald, 14 Rico Gear, 13 Mils Muliaina, 12 Aaron Mauger, 11 Joe Rokocoko, 10 Daniel Carter, 9 Byron Kelleher, 8 Rodney So'oialo, 7 Richard McCaw (capitaine), 6 Jerry Collins, 5 Ali Williams, 4 Chris Jack, 3 Carl Hayman, 2 Keven Mealamu, 1 Tony Woodcock

Remplaçants : 16 Andrew Hore, 17 Greg Somerville, 18 Jason Eaton, 19 Chris Masoe, 20 Jimmy Cowan, 21 Luke McAlister, 22 Isaia Toeava.

Entraîneur : Graham Henry
- Australie

15 Chris Latham, 14 Mark Gerrard, 13 Stirling Mortlock, 12 Matt Giteau, 11 Lote Tuqiri, 10 Stephen Larkham, 9 George Gregan (capitaine), 8 Scott Fava, 7 George Smith, 6 Rocky Elsom, 5 Daniel Vickerman, 4 Nathan Sharpe, 3 Rodney Blake, 2 Jeremy Paul, 1 Greg Holmes

Remplaçants : 16 Tai McIsaac, 17 Guy Shepherdson, 18 Mark Chisholm,  19 Wycliff Palu, 20 Sam Cordingley, 21 Matt Rogers, 22 Clyde Rathbone.

Entraîneur : John Connolly

### 5ematch
George Gregan est capitaine de l'équipe d'Australie pour la 56e fois, il détient le record maintenant et dépasse John Eales qui avait été 55 fois capitaine. Le match est très serré que l'Australie gagne grâce à une meilleure réussite de son buteur, notamment par la transformation réussie par Stirling Mortlock à la 76e minute. L'Australie remporte la Mandela Challenge Plate qui est maintenant disputée chaque année entre l'Australie et l'Afrique du Sud, au meilleur des trois matchs disputés entre ces deux équipes pendant le Tri-nations.
Résultat
| Équipes        | Australie - Afrique du Sud |
| Score          | 20-18 |
| Date           | 5 août 2006 |
| Stade          | Telstra Stadium de Sydney Australie                                                                                           |
| Arbitre        | Joël Jutge France |
| Points marqués | |
| Australie      | 2 essais par Mark Gerrard (32e) et Matt Rogers (75e), 2 transformations et 1 pénalité par Stirling Mortlock                   |
| Afrique du Sud | 2 essais par Jaque Fourie (54e) et Percy Montgomery (68e), 1 transformation par Percy Montgomery, 2 pénalités par Butch James |

Composition des équipes
- Australie

15 Chris Latham, 14 Mark Gerrard, 13 Stirling Mortlock, 12 Matt Giteau, 11 Lote Tuqiri, 10 Stephen Larkham, 9 George Gregan (capitaine), 8 Wycliff Palu, 7 George Smith, 6 Rocky Elsom, 5 Daniel Vickerman, 4 Nathan Sharpe, 3 Rodney Blake, 2 Tai McIsaac, 1 Greg Holmes

Remplaçants : 16 Jeremy Paul, 17 Guy Shepherdson, 18 Mark Chisholm,  19 Phil Waugh, 20 Sam Cordingley, 21 Matt Rogers, 22 Clyde Rathbone.

Entraîneur : John Connolly
- Afrique du Sud

15 Percy Montgomery, 14 Akona Ndungane, 13 Jaque Fourie, 12 Wynand Olivier, 11 Bryan Habana, 10 Butch James, 9 Fourie du Preez, 8 Jacques Cronjé, 7 Juan Smith, 6 Solly Tyibilika, 4 Victor Matfield, 4 Johann Muller, 3 CJ van der Linde, 2 John Smit (capitaine), 1 Os du Randt.

Remplaçants : 16 Chiliboy Ralepelle, 17 Eddie Andrews, 18 Albert van den Berg, 19 Joe van Niekerk, 20 Enrico Januarie, 21 Herman Bosman, 22 Jaco Van der Westhuyzen.

Entraîneur : Jake White

### 6ematch
Cette victoire permet aux All Blacks de remporter le Tri-nations 2006.
Résultat
| Équipes          | Nouvelle-Zélande - Australie                                                        |
| Score            | 34-27                                                                               |
| Date             | 19 août 2006                                                                        |
| Stade            | Eden Park à Auckland Nouvelle-Zélande                                               |
| Arbitre          | Chris White                                                                         |
| Points marqués   |                                                                                     |
| Nouvelle-Zélande | 3 essais par Eaton, Jack et McAlister, 2 transformations et 5 pénalités par Carter  |
| Australie        | 3 essais par Tuqiri (2) et Elsom (1), 3 transformations et 2 pénalités par Mortlock |

Composition des équipes
- Nouvelle-Zélande

15 Mils Muliaina, 14 Doug Howlett, 13 Isaia Toeava, 12 Luke McAlister, 11 Joe Rokocoko, 10 Daniel Carter, 9 Byron Kelleher, 8 Rodney So'oialo, 7 Richard McCaw (capitaine), 6 Jerry Collins, 5 Jason Eaton, 4 Chris Jack, 3 Carl Hayman, 2 Keven Mealamu, 1 Tony Woodcock

Remplaçants : 16 Andrew Hore, 17 Greg Somerville, 18 Ali Williams, 19 Chris Masoe, 20 Piri Weepu, 21 Sam Tuitupou, 22 Leon MacDonald 

Entraîneur : Graham Henry
- Australie

15 Chris Latham, 14 Clyde Rathbone, 13 Stirling Mortlock, 12 Matt Giteau, 11 Lote Tuqiri, 10 Stephen Larkham, 9 George Gregan (capitaine), 8 Wycliff Palu, 7 Phil Waugh, 6 Rocky Elsom, 5 Daniel Vickerman, 4 Nathan Sharpe, 3 Rodney Blake, 2 Jeremy Paul, 1 Greg Holmes

Remplaçants : 16 Tai McIsaac, 17 Al Baxter, 18 Mark Chisholm,  19 George Smith, 20 Brett Sheehan, 21 Mark Gerrard, 22 Matt Rogers

Entraîneur : John Connolly

### 7ematch
Graham Henry a effectué onze changements par rapport à l'équipe des All Blacks qui avait joué le 6e match. Des titulaires sont laissés au repos, à noter l'entrée de Sitiveni Sivivatu à l'aile. Jean de Villiers fait sa rentrée chez les Springboks. Les All Blacks signent leur 15e victoire consécutive et prennent un point de bonus grâce à leurs quatre essais.
Résultat
| Équipes          | Afrique du Sud - Nouvelle-Zélande                                                                                |
| Score            | 26-45 (mi-temps 11-16)                                                                                           |
| Date             | 26 août 2006 |
| Stade            | Loftus Versfeld Stadium, Pretoria Afrique du Sud                                                                 |
| Arbitre          | Alan Lewis Irlande                                                                                               |
| Points marqués   | |
| Afrique du Sud   | 3 essais par Du Preez, Fourie (2), 1 transformation par Prétorius, 3 pénalités par Montgomery (2) et Butch James |
| Nouvelle-Zélande | 5 essais par Tialata, McAlister, Sivivatu, Muliaina et Rico Gear, 4 transformations et 3 pénalités par Carter    |

Composition des équipes
- Nouvelle-Zélande

15 Leon MacDonald, 14 Rico Gear, 13 Mils Muliaina, 12 Luke McAlister, 11 Sitiveni Sivivatu, 10 Daniel Carter, 9 Piri Weepu, 8 Chris Masoe, 7 Richie McCaw, 6 Reuben Thorne, 5 Ali Williams, 4 Greg Rawlinson, 3 Greg Somerville, 2 Anton Oliver, 1 Neemia Tialata. 

Remplaçants :16 Keven Mealamu, 17 Tony Woodcock, 18 Chris Jack, 19 Jerry Collins, 20 Jimmy Cowan, 21 Sam Tuitupou, 22 Isaia Toeava.  

Entraîneur : Graham Henry
- Afrique du Sud

15 Percy Montgomery, 14 Akona Ndungane, 13 Jaque Fourie, 12 Jean de Villiers, 11 Bryan Habana, 10 Butch James, 9 Fourie du Preez, 8 Jacques Cronjé, 7 Pierre Spies, 6 Solly Tyibilika, 4 Victor Matfield, 4 Johann Muller, 3 CJ van der Linde, 2 John Smit (capitaine), 1 Os du Randt.

Remplaçants : 16 Chiliboy Ralepelle, 17 BJ Botha, 18 Albert van den Berg, 19 Joe van Niekerk, 20 Ruan Pienaar, 21 Wynand Olivier, 22 André Pretorius.

Entraîneur : Jake White

### 8ematch
Première victoire pour les Springboks dans le Tri-nations 2006, elle met fin à une série de 5 défaites consécutives pour les Springboks et à une série de 15 victoires consécutives pour les All Blacks.
Résultat
| Équipes          | Afrique du Sud - Nouvelle-Zélande                                                |
| Score            | 21-20                                                                            |
| Date             | 2 septembre 2006                                                                 |
| Stade            | Royal Bafokeng Stadium, Rustenburg Afrique du Sud                                |
| Arbitre          | Chris White Angleterre                                                           |
| Points marqués   |                                                                                  |
| Afrique du Sud   | 2 essais par Habana et Wannenburg, 1 transformation et 3 pénalités par Pretorius |
| Nouvelle-Zélande | 2 essais par carter et Rokocoko, 2 transformations et 2 pénalités par Carter     |

Composition des équipes
- Afrique du Sud

15 Jaque Fourie, 14 Akona Ndungane, 13 Wynand Olivier, 12 Jean de Villiers, 11 Bryan Habana, 10 Andre Pretorius, 9 Fourie du Preez, 8 AJ Venter, 7 Pierre Spies, 6 Pedrie Wannenburg, 4 Victor Matfield, 4 Johann Muller, 3 BJ Botha, 2 John Smit (capitaine), 1 Os du Randt.

Remplaçants : 16 Chiliboy Ralepelle, 17 Lawrence Sephaka, 18 Albert van den Berg, 19 Jacques Cronjé, 20 Ruan Pienaar, 21 Butch James, 22 Breyton Paulse.

Entraîneur : Jake White
- Nouvelle-Zélande

15 Doug Howlett, 14 Joe Rokocoko, 13 Mils Muliaina, 12 Aaron Mauger, 11 Sitiveni Sivivatu, 10 Daniel Carter, 9 Jimmy Cowan, 8 Rodney So'oialo, 7 Richie McCaw, 6 Jerry Collins, 5 Ali Williams, 4 Chris Jack, 3 Carl Hayman, 2 Andrew Hore, 1 Tony Woodcock. 

Remplaçants : 16 Anton Oliver, 17 Neemia Tialata, 18 Jason Eaton, 19 Marty Holah, 20 Byron Kelleher, 21 Luke McAlister, 22 Rico Gear.  

Entraîneur : Graham Henry

### 9ematch
Résultat
| Équipes        | Afrique du Sud - Australie                                                            |
| Score          | 24-16                                                                                 |
| Date           | 9 septembre 2006                                                                      |
| Stade          | Ellis Park Stadium, Johannesburg Afrique du Sud                                       |
| Arbitre        | Steve Walsh Nouvelle-Zélande                                                          |
| Points marqués |                                                                                       |
| Afrique du Sud | 2 essais par Du Preez et Paulse, 1 transformation, 3 pénalités et 1 drop de Pretorius |
| Australie      | 1 essai de Larkham, 1 transformation et 3 pénalités de Mortlock                       |

Composition des équipes
- Afrique du Sud

15 JP Pietersen, 14 Akona Ndungane, 13 Jaque Fourie, 12 Jean de Villiers, 11 Wynand Olivier, 10 Andre Pretorius, 9 Fourie du Preez, 8 Pedrie Wannenburg, 7 AJ Venter, 6 Pierre Spies, 4 Victor Matfield, 4 Johann Muller, 3 BJ Botha, 2 John Smit (capitaine), 1 Os du Randt.

Remplaçants : 16 Chiliboy Ralepelle, 17 Lawrence Sephaka, 18 Albert van den Berg, 19 Jacques Cronjé, 20 Ruan Pienaar, 21 Butch James, 22 Breyton Paulse.

Entraîneur : Jake White
- Australie

15 Chris Latham, 14 Clyde Rathbone, 13 Stirling Mortlock, 12 Matt Giteau, 11 Cameron Shepherd, 10 Stephen Larkham, 9 George Gregan (capitaine), 8 Wycliff Palu, 7 Phil Waugh, 6 Rocky Elsom, 5 Daniel Vickerman, 4 Nathan Sharpe, 3 Rodney Blake, 2 Jeremy Paul, 1 Benn Robinson

Remplaçants : 16 Tai McIsaac, 17 Al Baxter, 18 Mark Chisholm,  19 George Smith, 20 Brett Sheehan, 21 Mark Gerrard, 22 Scott Staniforth

Entraîneur : John Connolly

## Statistiques

### Meilleurs réalisateurs
| # | Nom               | Équipe           | Points marqués |
| - | ----------------- | ---------------- | -------------- |
| 1 | Daniel Carter     | Nouvelle-Zélande | 99             |
| 2 | Stirling Mortlock | Australie        | 60             |
| 3 | André Pretorius   | Afrique du Sud   | 27             |
| 4 | Percy Montgomery  | Afrique du Sud   | 18             |
| 5 | Jaque Fourie      | Afrique du Sud   | 15             |
| 5 | Lote Tuqiri       | Australie        | 15             |
| 5 | Fourie du Preez   | Afrique du Sud   | 15             |

### Meilleurs marqueurs d'essais
| # | Nom             | Équipe         | Nombre d'essais |
| - | --------------- | -------------- | --------------- |
| 1 | Jaque Fourie    | Afrique du Sud | 3               |
| 1 | Lote Tuqiri     | Australie      | 3               |
| 1 | Fourie du Preez | Afrique du Sud | 3               |